# Ery Bos

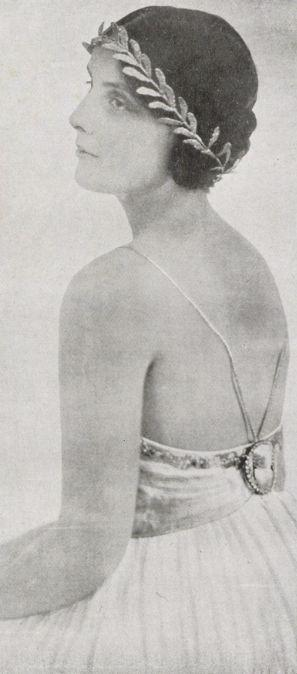
Ery Bos (1925)

Ery Bos (* 3. Oktober 1908 in Berlin; † 10. März 2005 in Chappaqua, Westchester County, New York; gebürtig Erika Bos) war eine niederländisch-deutsche Schauspielerin.

## Leben
Die Tochter des niederländischen Komponisten und Pianisten Coenraad V. Bos bekam schon als Zehnjährige Tanzunterricht und begann ihre künstlerische Laufbahn in den 20er Jahren als Tänzerin in Berlin. Bereits mit 17 war sie Solotänzerin in Dortmund und sehr bald auch Ballettmeisterin an verschiedenen Theatern. Nach Sprachunterricht bei Ilka Grüning wurde sie Schauspielerin.
1932 gab sie neben Peter Lorre in Schuß im Morgengrauen ihr Filmdebüt. Durch Auftritte in Filmen wie Roman einer Nacht (mit Gustav Dießl), Jede Frau hat ein Geheimnis (mit Hans Söhnker), Unmögliche Liebe (mit Asta Nielsen) und Der Zarewitsch (mit Martha Eggerth) wurde sie schnell einem breiteren Publikum bekannt. Obwohl ihre Filmkarriere nur drei Jahre (1932–1934) umspannte, wirkte sie in zwölf Filmen mit.
Während der nationalsozialistischen Herrschaft emigrierte Ery Bos aus rassischen Gründen in die USA, wo sie als Ery Grünfeld lebte und am 10. März 2005 im Staate New York im Alter von 96 Jahren starb. Zum Film ist sie nie wieder zurückgekehrt.

## Filmografie
- 1932: Schuß im Morgengrauen
- 1932: Liebe in Uniform
- 1932: Unmögliche Liebe
- 1933: Ich will dich Liebe lehren
- 1933: Der Meisterdetektiv
- 1933: Roman einer Nacht
- 1933: Der Zarewitsch
- 1933: Das Lied vom Glück
- 1934: Mit dir durch dick und dünn
- 1934: Jede Frau hat ein Geheimnis
- 1934: Du bist entzückend, Rosmarie!
- 1934: Grüß’ mir die Lore noch einmal